# Неопрофи
Неопрофи (neo с др.-греч. — «нео» — новый и «про» — профессионал, англ. Neoprofi) — спортсмен, который оставил статус любителя и стал профессионалом.

## Значение в велоспорте
Раньше велосипедист — будь то на шоссе или треке — назывался неопрофи, после того как получал лицензию профессионального спортсмена и таким образом переставал быть любителем. С введением Международным союзом велосипедистов (UCI) единой лицензии в 1990-х годах это определение потеряло значение.
С тех пор шоссейный велогонщик считается неопрофи в свой первый год в команде уровня UCI WorldTeam или UCI Professional Continental Team. Частично гонщики, заключившие контракт с командой UCI Continental Team в первый раз, также называются «Неопрофи», хотя они могут быть профессиональными спортсменами, но это не обязательно.
Термин «Неопрофи» также используется в правилах UCI и совместного соглашения между CPA и AIGCP. Гонщик считается неопрофи в составе команды UCI WorldTeam или UCI Professional Continental в свой первый сезон до 25-летия. Если он заключает контракт с 30 июля данный статус действует до конца следующего календарного года, если с начала года то до окончания этого календарного года.
Этот статус приводит к уменьшению предписанной минимальной зарплаты. Кроме того количество гонщиков в командах UCI WorldTeam и UCI Professional Continental Team также зависит от количества неопрофи в них.